# Olympische Winterspiele 1948/Skilanglauf
Bei den V. Olympischen Winterspielen 1948 in St. Moritz fanden drei Wettbewerbe im Skilanglauf statt. Diese galten gleichzeitig als 17. Nordische Skiweltmeisterschaften. Somit wurden neben olympischen Medaillen auch Weltmeisterschaftsmedaillen vergeben. Die Langlaufstrecken führten durch das Gebiet des Stazerwaldes. Deutsche Teilnehmer waren nach dem Zweiten Weltkrieg noch nicht wieder zugelassen.
Mehr denn je dominierten die Sportler aus Skandinavien das Geschehen bei den Nordischen Skiwettbewerben. Alle Medaillen gingen an Schweden, Finnen und Norweger. Außer den skandinavischen Athleten, abgesehen von der Langlaufstaffel, gab es nur einen Schweizer und einen Tschechoslowaken auf Plätzen unter den ersten Acht.

## Bilanz

### Medaillenspiegel
| Platz  | Land     | Gold | Silber | Bronze | Gesamt |
| ------ | -------- | ---- | ------ | ------ | ------ |
| 1      | Schweden | 3    | 2      | 1      | 6      |
| 2      | Finnland | –    | 1      | 1      | 2      |
| 3      | Norwegen | –    | –      | 1      | 1      |
| Gesamt | Gesamt   | 3    | 3      | 3      | 9      |

### Medaillengewinner
| Disziplin         | Gold                                                              | Silber                                                              | Bronze                                                     |
| ----------------- | ----------------------------------------------------------------- | ------------------------------------------------------------------- | ---------------------------------------------------------- |
| 18 km             | Martin Lundström (SWE)                                            | Nils Östensson (SWE)                                                | Gunnar Eriksson (SWE)                                      |
| 50 km             | Nils Karlsson (SWE)                                               | Harald Eriksson (SWE)                                               | Benjamin Vanninen (FIN)                                    |
| 4 × 10 km Staffel | SchwedenGunnar Eriksson Martin Lundström Nils Östensson Nils Täpp | FinnlandAugust Kiuru Teuvo Laukkanen Sauli Rytky Lauri Silvennoinen | NorwegenErling Evensen Olav Hagen Reidar Nyborg Olav Økern |

## Ergebnisse

### 18 km
| Platz | Land | Athlet                 | Zeit (h) |
| ----- | ---- | ---------------------- | -------- |
| 1     | SWE  | Martin Lundström       | 1:13:50  |
| 2     | SWE  | Nils Östensson         | 1:14:22  |
| 3     | SWE  | Gunnar Eriksson        | 1:16:06  |
| 4     | FIN  | Heikki Hasu            | 1:16:43  |
| 5     | SWE  | Nils Karlsson          | 1:16:54  |
| 6     | FIN  | Sauli Rytky            | 1:18:10  |
| 7     | FIN  | August Kiuru           | 1:18:25  |
| 8     | FIN  | Teuvo Laukkanen        | 1:18:51  |
| 9     | NOR  | Olav Hagen             | 1:19:05  |
| 10    | FIN  | Martti Huhtala         | 1:19:28  |
|       |      |                        |          |
| 20    | SUI  | Edi Schild             | 1:22:15  |
| 20    | SUI  | Niklaus Stump          | 1:22:15  |
| 25    | SUI  | Max Müller             | 1:22:40  |
| 26    | SUI  | Robert Zurbriggen      | 1:22:51  |
| 28    | AUT  | Karl Rafreider         | 1:23:19  |
| 30    | SUI  | Theo Allenbach         | 1:24:12  |
| 34    | SUI  | Alfons Supersaxo       | 1:24:29  |
| 36    | AUT  | Josef Gstrein          | 1:25:04  |
| 39    | AUT  | Engelbert Hundertpfund | 1:25:41  |
| 41    | SUI  | Karl Bricker           | 1:25:47  |
| 43    | SUI  | Gottlieb Perren        | 1:26:27  |
| 45    | AUT  | Hias Noichl            | 1:27:34  |
| 46    | AUT  | Josef Deutschmann      | 1:27:43  |
| 61    | AUT  | Paul Haslwanter        | 1:31:00  |
| 64    | AUT  | Karl Martitsch         | 1:31:19  |
| 68    | AUT  | Hubert Hammerschmidt   | 1:32:47  |
| 79    | LIE  | Christof Frommelt      | 1:42:35  |
| 80    | BUL  | Nikola Delew           | 1:43:29  |
| 81    | CAN  | Bill Irwin             | 1:44:43  |
| 82    | LIE  | Egon Matt              | 1:48:41  |
| 83    | LIE  | Erwin Jehle            | 1:49:26  |

Datum: 31. Januar 1948, 10:00 Uhr
84 Teilnehmer aus 15 Ländern, davon 83 in der Wertung. Gestartet wurde in Abständen von 30 Sekunden. Der Lauf zählte ebenfalls für die Kombination.
Die ersten Meldungen vom Kontrollposten bei 6 km zeigten, dass die Skandinavier bereits ziemlich geschlossen in Führung lagen. Bei der Zwischenzeit bei 12 km lagen die beiden Schweden Nils Östensson und Martin Lundström in Führung, mit über einer Minute Vorsprung auf ihre Konkurrenten. In der zweiten Streckenhälfte schob sich Gunnar Eriksson im Klassement noch vor den Finnen Heikki Hasu und machte so den schwedischen Dreifachsieg perfekt. Dem als Favorit gestarteten Nils Karlsson machte hingegen die dünne Luft zu schaffen, er beendete den Lauf als Fünfter. Als bester Mitteleuropäer erkämpfte sich der Franzose Benoît Carrara den elften Rang, ansonsten reichte die nordische Vorherrschaft bis zum 19. Platz.

### 50 km
| Platz | Land | Athlet            | Zeit (h) |
| ----- | ---- | ----------------- | -------- |
| 1     | SWE  | Nils Karlsson     | 3:47:48  |
| 2     | SWE  | Harald Eriksson   | 3:52:20  |
| 3     | FIN  | Benjamin Vanninen | 3:57:38  |
| 4     | FIN  | Pekka Vanninen    | 3:57:58  |
| 5     | SWE  | Anders Törnkvist  | 3:58;20  |
| 6     | SUI  | Edi Schild        | 4:05:37  |
| 7     | FIN  | Pekka Kuvaja      | 4:10:02  |
| 8     | TCH  | Jaroslav Cardal   | 4:14:34  |
| 9     | NOR  | Kristian Bjørn    | 4:15:21  |
| 10    | NOR  | Martin Jære       | 4:17:11  |
|       |      |                   |          |
| 12    | AUT  | Josef Gstrein     | 4:21:13  |
| 17    | SUI  | Max Müller        | 4:30:51  |
| 19    | SUI  | Louis Bourban     | 4:33:50  |

Datum: 6. Februar 1948, 10:00 Uhr
28 Teilnehmer aux 9 Ländern, davon 20 in der Wertung.
Zurückzulegen war zwei Mal eine Runde über 25 km. Da die Strecke um 8 Uhr teilweise mehr Eis als Schnee aufwies, wurde der Start um zwei Stunden hinausgeschoben, um die Wettkämpfer nicht unnötig Stürzen und Gefahren auszusetzen. Frühzeitig gingen die drei Schweden Nils Karlsson, Harald Eriksson und Anders Törnkvist in Führung und hatten die übrigen Teilnehmer nach 11 km bereits um über eine Minute abgehängt. Bereits früh gab es einige Ausfälle: Der Italiener Victor Borghi brach sich in der Nähe der Olympiaschanze den Ski und der Finne Martti Sipilä in der Abfahrt nach Celerina das Bein. Die meisten Nordländer lehnten nach 25 km die Zwischenverpflegung ab. Eriksson lag eine Minute vor dem Favoriten Karlsson, ihnen folgten die finnischen Brüder Benjamin Vanninen und Pekka Vanninen. Erikssons Vorsprung schmolz allerdings in der Folge; bei 36 km lag Karlsson in Führung und baute seinen Vorsprung dauernd aus. Bei 41 km betrug er bereits drei Minuten. Der schwedische Doppelsieg war frühzeitig gesichert, denn bei 45 km lag Eriksson fünf Minuten vor Benjamin Vanninen. Dieser verwies seinen Bruder im Schlussspurt schließlich auf den vierten Platz und gewann Bronze.

### 4 × 10 km Staffel
| Platz | Land / Athleten                                                                      | Zeit                                              |
| ----- | ------------------------------------------------------------------------------------ | ------------------------------------------------- |
| 1     | Schweden Nils Östensson Nils Täpp Gunnar Eriksson Martin Lundström                   | 2:32:08 h 36:16 min 37:14 min 38:27 min 40:11 min |
| 2     | Finnland Lauri Silvennoinen Teuvo Laukkanen Sauli Rytky August Kiuru                 | 2:41:06 h 38:11 min 38:16 min 40:30 min 44:09 min |
| 3     | Norwegen Erling Evensen Olav Økern Reidar Nyborg Olav Hagen                          | 2:44:33 h 40:15 min 38:37 min 41:39 min 44:02 min |
| 4     | Österreich Josef Gstrein Josef Deutschmann Engelbert Hundertpfund Karl Rafreider     | 2:47:18 h 40:02 min 40:46 min 42:09 min 44:21 min |
| 5     | Schweiz Niklaus Stump Robert Zurbriggen Max Müller Edi Schild                        | 2:48:07 h 41:08 min 40:22 min 42:05 min 44:32 min |
| 6     | Italien Vincenzo Perruchon Silvio Confortola Rizzieri Rodeghiero Severino Compagnoni | 2:51:00 h 41:50 min 41:18 min 41:51 min 46:01 min |
| 7     | Frankreich René Jeandel Gérard Perrier Marius Mora Benoît Carrara                    | 2:51:53 h 42:54 min 42:28 min 42:43 min 43:48 min |
| 8     | Tschechoslowakei Štefan Kovalčík František Balvín Jaroslav Zajíček Jaroslav Cardal   | 2:54:56 h 42:57 min 43:12 min 44:53 min 43:54 min |
| 9     | Jugoslawien Tone Razinger Tone Pogačnik Matevž Kordež Jože Knific                    | 2:55:55 h 41:16 min 43:08 min 45:01 min 46:30 min |
| 10    | Polen Józef Daniel Krzeptowski Stanisław Bukowski Tadeusz Kwapień Stefan Dziedzic    | 2:59:19 h 43:03 min 44:22 min 43:29 min 48:25 min |
| 11    | Liechtenstein Christof Frommelt Arthur Meier Xaver Frick Egon Matt                   | 3:35:39 h 47:25 min 52:51 min 58:21 min 57:02 min |

Datum: 3. Februar 1948, 8:00 Uhr
Höhenunterschied: 250 m
11 Staffeln am Start, alle in der Wertung.
In diesem Rennen mit Massenstart erzielten alle vier schwedischen Läufer jeweils die beste Teilzeit. Am Schluss betrug ihr Vorsprung auf die Finnen neun Minuten. Beim ersten Wechsel lag Österreich noch knapp auf der dritten Position, wurde danach aber von Norwegen verdrängt. Es gab einen Protest der Schweiz gegen Österreich, weil Rafreider mit fremder Hilfe auf der Strecke seine Ski gewachst haben soll, jedoch wurde dieser Einspruch abgewiesen.